# Charles Tilly
Charles Tilly (Lombard, 27 de maio de 1929 – Nova Iorque, 29 de abril de 2008) foi um sociólogo, cientista político e historiador norte-americano. 

## Biografia
Charles Tilly nasceu em Lombard, cidade próxima a Chicago, e cresceu durante a Grande Depressão e a Segunda Guerra Mundial, fatos que marcaram a sua personalidade. Fez seus estudos na Universidade Harvard, no Departamento de Relações Sociais, e na Univesidade de Oxford, Balliol College. Graduou-se em 1950, e obteve seu Doutorado/Ph.D, em 1958, em Harvard.
Seu irmão Richard H. Tilly e sua esposa Louise A. Tilly também são historiadores. Tilly faleceu vítima de um linfoma, num hospital no Bronx, em Nova Iorque, no ano de 2008.

## Carreira
Atuou na Universidade de Delaware, na Universidade Harvard, na Universidade de Toronto, na Universidade de Michigan, de 1969 a 1984, e na Universidade Columbia, onde foi professor de ciências sociais, último posto acadêmico que ocupou. Tilly também teve um passagem pela Escola de Annales em França.
Em Harvard, sua formação acadêmica foi influenciada por Barrington Moore, Pitirim Sorokin, Samuel Beer e George Caspar Homans. Com ênfase na sociologia histórica e na sociologia política. Tilly foi professor-assistente de Pitirim Sorokin.

Escreveu inúmeros livros sobre as relações entre política, economia e sociedade. Sua produção intelectual foi impressionante, publicou mais de 50 livros e 600 artigos. Considerado o fundador da sociologia do século XXI, e um dos sociólogos e historiadores mais importantes da atualidade.

## Pensamento
Tilly escreveu muito sobre uma grande variedade de temas, como por exemplo : confronto político, movimentos sociais, história do trabalho,  macro processos históricos, formação dos Estados nacionais, desigualdade social, teoria do desenvolvimento, método comparativo, institucionalismo, a guerra, revolução, democratização, violência coletiva, desigualdade social, sociologia urbana, e é um precursor dos métodos quantitativos em análise histórica. Temas desenvolvidos em importantes obras como : From mobilization to revolution, 1978; The politics of collective violence, 2003, Contention and democracy in Europe, 1650-2000, 2004; Social movements, 1768-2004, 2004); The contentious French, 1986; European revolutions, 1992; Coercion, capital, and European States, A.D. 990-1990, de 1990; As sociology meets history, 1981; e Big structures, large processes, huge comparisons, 1985).
Seus primeiros estudos foram sobre imigração e sociologia urbana dos Estados Unidos. O relacionamento e a complementação entre grupos sociais.
A obra de Charles Tilly, seus trabalhos sobre movimentos sociais, nos anos 1970, foi um marco, ela combateu teorias economicistas e psicologizantes, explicando, internamente, ao campo político,
o processo de mobilização coletiva. Tilly apresenta a lógica dos confrontos políticos e modo como se relacionam com o contexto político, social e econômico. O relacionamento complexo dos elementos culturais com os processos políticos.
Seu estudo histórico comparativo sobre a ação coletiva, tem como referência os séculos XVIII e XIX, Tilly demonstra que cada época tem um repertório diferente e uma forma de organização que torna o movimento mais ou menos eficiente. Na perspectiva da sua sociologia do conflito, Tilly foi um crítico do individualismo metodológico, da microssociologia e da Teoria da Escolha Racional.   

O "repertório" não é propriedade exclusiva de um dado grupo, mas uma estrutura compartilhada de conflito. Ele pode ser mais ou menos limitado, segundo cada estrutura histórica de conflito.  O confronto é entendido como estruturante.
Não se pode recorrer a um esquema de atores lançando mão de meios para o alcance de fins específicos, ou seja, o emprego de um repertório dado de meios, como propõe a Teoria da Escolha Racional.
O conceito de "repertório" trata de interações, relações, entre grandes grupos de atores, e não ações isoladas.  O conceito é relacional, uma interação entre várias partes. O "repertório" é estrutural e estruturante, engloba formas de pensar, desejos, valores e crenças e sua transformação. É, portanto,  um  conhecimento social sedimentado, composto por  memórias e acordos compartilhados. Implica padrões e suas variações, o repertório delimita as possibilidades da rotina, como uma língua que varia nas falas e dialetos, ou na desempenho individual.
O conceito de "repertório" é utilizado para explicar a ação coletiva, o limitado leque de opções no confronto político, em determinados períodos históricos, dentro de processos culturais de longa duração e de suas correspondentes transformações sociais.
Tilly chegou ao conceito de "repertório", a partir da teoria interacionista de E. Goffman e do conceito de "mentalidade" da Escola de Annales, extraindo elementos das duas correntes, constituindo, assim, a sua metodologia de pesquisa e estudo da "política contenciosa".
Formação do Estado nacional
Charles Tilly é muito conhecido por suas análises de grandes processos de transformação histórica como a formação dos estados nacionais europeus. Ele esforça-se por explicar como essa entidade política se tornou dominante em relação às organizações políticas anteriores. A formação dos Estados nacionais exigiu um elevado nível de coerção e de capital. A partir da Idade Média, o alto nível de coerção e capital fizeram o Estado nação preponderar sobre reinos menores e organizações do tipo cidade-estado, que passaram a ter duas opções : desaparecer ou seguir o modelo dos estados nacionais. A montagem de uma  poderosa máquina de guerra foi fundamental nesse processo.  A organizações pré-estatais diferenciavam-se pela quantidade de capital e pela capacidade de coerção sobre seus territórios. Veneza, por exemplo, usava o  seu vasto capital para comprar os serviços de defesa militar, grupos mercenários, a  Espanha, por sua vez, tinha como característica a extração intensa do capital escasso de sua população e a intensa coerção; portanto segurança e esforço de guerra explicam o rumo do processo histórico. Os governos sem máquina militar pujante padeceram diante de seus rivais. As diferenças de tamanho foram um fator determinante  da supremacia da Espanha e França sobre os pequenos Estados italianos. O fator econômico isolado não necessariamente tem o poder explicativo de maior importância.
Não há modelo padrão, teleologia, esquemas simplificados de explicação, o autor mergulha na riqueza da história para entender a formação dos modernos estados nacionais. O autor desce a uma análise histórica detalhada e elenca outros fatores importantes na formação dos estados nacionais como as navegações, o comércio de longa distância, a necessidade de mercados integrados do capitalismo comercial, a luta da burguesia contra os poderes da nobreza feudal, despesas com veteranos de guerra, entendidos à luz da sua perspectiva teórica. (Cfr. Coerção, Capital e Estados europeus, AD 990- 1992)  
O esforço de guerra e a consequente necessidade de aumento da arrecadação para a formação de grandes exércitos seriam, também, os fatores responsáveis pelo surgimento do governo direto, ou da centralização administrativa, com a adoção de um sistema tributário único, sem interferência dos poderes locais.  Tilly nega que os soberanos europeus tenham optado por um modelo de organização do Estado, e se esforçado para implementá-lo. A obtenção de recursos é missão difícil, implica concessões para as classes privilegiadas e poderes locais, como intervenções do Estado e serviços públicos, elementos fundamentais da barganha. As concessões para a extração de recursos, com o objetivo de dar conta do desafio imposto pelo imperativo dos padrões bélicos vigentes, explicaria o surgimento de várias instituições modernas.
Inglaterra e França, com sua combinação de coerção e capitais, não são padrões, formas ideais, ou modelos típicos de desenvolvimento, mas organizações que se tornaram dominantes, em decorrência das contingências históricas, ou do tipo de confronto bélico comum, e das respostas possíveis oferecidas pelas nações envolvidas, a partir de um dado momento.  A República de Veneza possuía vasto capital e contratava serviços militares e assim viveu por muito tempo. Na Rússia, um acordo entre príncipes beligerantes permitiu uma coerção extensa e baixa capitalização do Estado, com base na exploração das atividades agrárias. (Cfr. Coerção, Capital e Estados europeus, AD 990- 1992) 
Charles Tilly, em Democracy, 2007, classifica os estados nacionais, num gráfico cartesiano, entre os de mais baixa capacidade e menos democráticos e os de maior capacidade e altamente democráticos, como também de alta capacidade e não democráticos e baixa capacidade e democráticos.  A democracia é um conjunto de relações entre Estado e cidadãos que envolvem elementos como "extensão", ou seja, qual a quantidade dos grupos que podem apresentar demandas ao Estado, "igualdade", ou qual a disparidade de probabilidade dessas demandas se transformarem em ações do Estado, "proteção", quais a liberdades respeitadas pelo Estado nessa relação  e, finalmente, os compromissos mútuos assumidos 

## Premiações
- Common Wealth Award in sociology, 1982
- The Amalfi Prize for Sociology and Social Sciences, 1994 (por sua obra European Revolutions, 1942-1992, escrito em 1993)
- The Eastern Sociological Society's Merit Award for Distinguished Scholarship, 1996
- The American Sociological Association's Career of Distinguished Scholarship Award, 2005
- The International Political Science Association's Karl Deutsch Award in Comparative Politics, 2006
- The Phi Beta Kappa Sidney Hook Memorial Award, 2006
- The Social Science Research Council's Albert O. Hirschman Award, 2008.

## Homenagens
Charles Tilly recebeu o título de Doutor Honoris Causa das seguintes universidades :
- Universidade Erasmo de Roterdã, 1983
- Instituto de Estudos Políticos da Universidade de Paris, 1993
- Universidade de Toronto, 1995
- Universidade de Estrasburgo, 1996
- Universidade de Genebra, 1999
- Universidade de Creta, 2002
- Universidade de Quebec, Montreal, 2004
- Universidade de Michigan, 2007

## Obras
- The Vendée: A Sociological Analysis of the Counter- revolution of 1793. (1964)
- "Clio and Minerva." pp. 433–66 in Theoretical Sociology, edited by John McKinney and Edward Tiryakian. (1970)
- "Collective Violence in European Perspective." pp. 4–45 in Violence in America, edited by Hugh Graham and Tedd Gurr. (1969)
- "Do Communities Act?" Sociological Inquiry 43: 209-40. (1973)
- An Urban World. (ed.) (1974).
- The Formation of National States in Western Europe (ed.) (1974)
- From Mobilization to Revolution (1978)
- As Sociology Meets History (1981)
- Big Structures, Large Processes, Huge Comparisons (1984)
- The Contentious French (1986)
- Coerción, Capital, and European States, AD 990-1992 (1990)
- European Revolutions, 1492–1992 (1993)
- Cities and the Rise of States in Europe, A.D. 1000 to 1800 (1994)
- Roads from Past to Future (1997)
- Work Under Capitalism (with Chris Tilly, 1998)
- Durable Inequality (1998)
- Transforming Post-Communist Political Economies (1998)
- Dynamics of Contention (with Doug McAdam and Sidney Tarrow) (2001)
- Contention & Democracy in Europe, 1650-2000 (2004)
- Social Movements, 1768-2004 (2004)
- From Contentions to Democracy (2005)
- Identities, Boundaries, and Social Ties (2005)
- Trust and Rule (2005)
- Why? (2006)
- Oxford Handbook of Contextual Political Analysis (2006)
- Contentious Politics (with Sidney Tarrow) (2006)
- Regimes and Repertoires (2006)
- Democracy (2007)

## Ligação externa
- New York Times, Charles Tilly, 78, writer and a social scientist, is dead, by Douglas Martin, May 2, 2008